# 旅伏站
旅伏站（日语：／ Tabushi eki */?）是位於島根縣出雲市西代町，一畑電車北松江線的車站。車站編號為8。
車站大樓的裝飾由出雲市立平田中学校出雲市立平田中學美術部學生製作。

## 歷史
- 1914年（大正3年）4月29日 - 車站啟用[1]。
- 1979年（昭和54年）11月1日 - 成為無人車站[1]。
- 2006年（平成18年）4月1日 - 一畑電氣鐵道把鐵路業務分拆成為獨立的全資子公司一畑電車，此站由一畑電車繼承。

## 車站構造
車站是一座地面車站，設有1面1線的單式月台。前往松江方向的列車會開啟左邊車門。此站是無人車站。

## 車站周邊
- 平田國富郵局
- 國富社區中心
- 出雲市立國富小學
- 平田汽車教習所
- 上島古墳
- 康國寺
- 國道431號（日语：国道431号）

## 使用狀況
根據「島根縣統計書」，以下為近年一日平均乘車人次列表。
| 年度   | 1日平均 乘車人次 | 1日平均 上下車人次 |
| ------ | ---------------- | ------------------ |
| 1999年 | 61               | 196                |
| 2000年 | 52               | 101                |
| 2001年 | 56               | 104                |
| 2002年 | 51               | 109                |
| 2003年 | 41               | 92                 |
| 2004年 | 43               | 88                 |
| 2005年 | 73               | 148                |
| 2006年 | 71               | 143                |
| 2007年 | 69               | 131                |
| 2008年 | 60               | 108                |
| 2009年 | 52               | 110                |
| 2010年 | 52               | 108                |
| 2011年 | 53               | 101                |
| 2012年 | 53               | 102                |
| 2013年 | 65               | 127                |
| 2014年 | 59               | 122                |
| 2015年 | 50               | 100                |
| 2016年 | 54               | 106                |
| 2017年 | 56               | 117                |
| 2018年 | 77               | 160                |

## 相鄰車站
一畑電車
北松江線
■特急「Super Liner」、■急行「出雲大社號」、■急行
通過
■普通
美談（7）－旅伏（8）－雲州平田（9）

## 注腳
1. 1 2  寺田裕一《日本のローカル私鉄2000》，Neko出版，2000年，270頁。ISBN 4-87366-207-9.
2. ↑  島根縣統計書

## 外部連結
- 8.旅伏 | 停車站資訊 （页面存档备份，存于）（日語） - 一畑電車